# Moya (Las Palmas)
Moya is een plaats gemeente in de Spaanse provincie Las Palmas in de regio Canarische Eilanden met een oppervlakte van 32 km². Moya telt 7.821 inwoners (1 januari 2016). De gemeente ligt op het eiland Gran Canaria. Behalve de gelijknamige plaats liggen in gemeente Moya nog een aantal andere dorpskernen.
De dichter Tomás Morales werd er in 1884 geboren. Zijn geboortehuis is nu een museum ter ere van hem. De kerk van Onze Lieve Vrouwe van Candelaria staat op de uitstekende rotswand boven het ravijn 'Barranco de Moya'. Deze kerk dateert uit 1957, en bestaat uit drie schepen met twee naast elkaar staande torens.

## Afbeeldingen

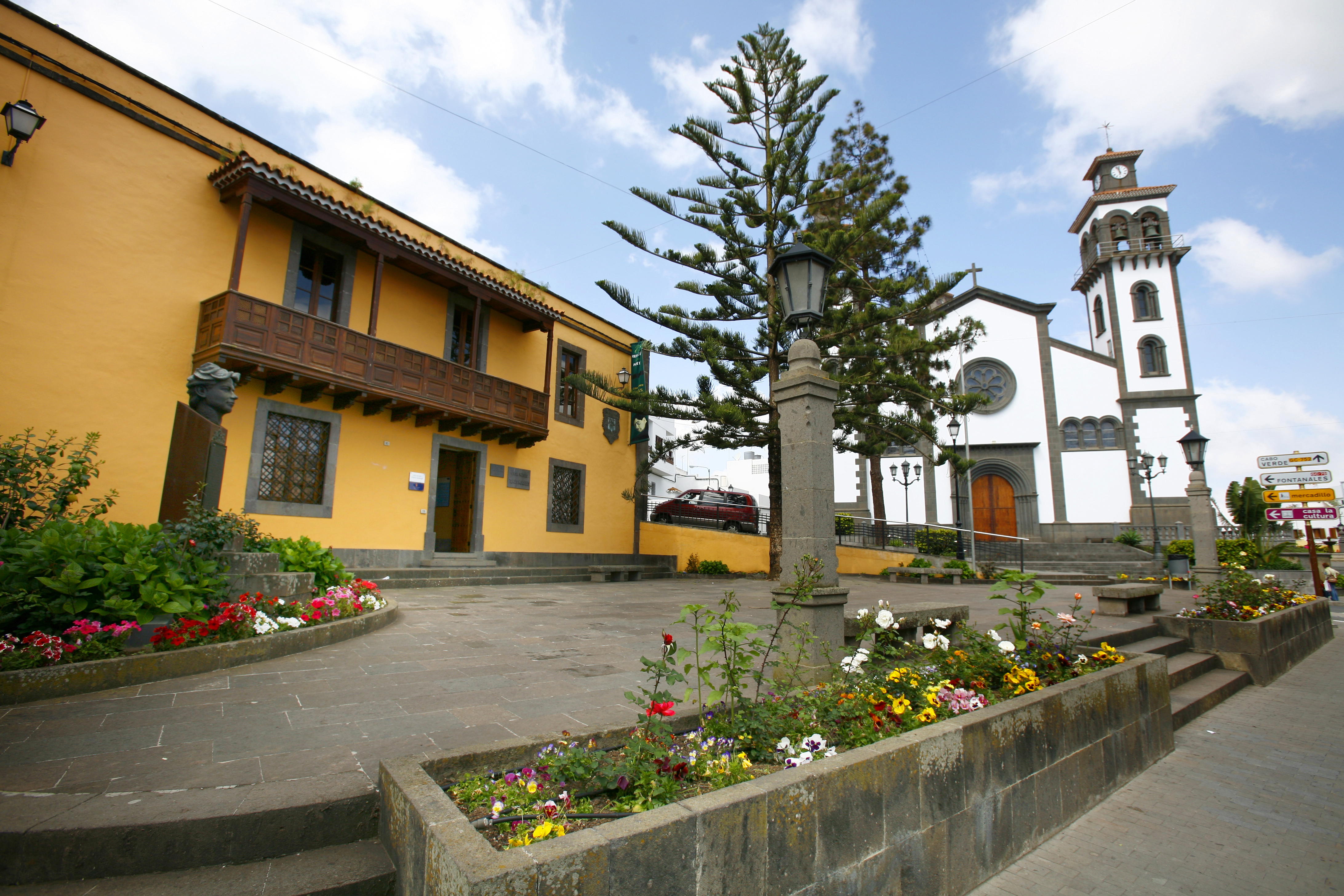
Geboortehuis Tomás Morales en kerk van Onze Lieve Vrouwe van Candelaria
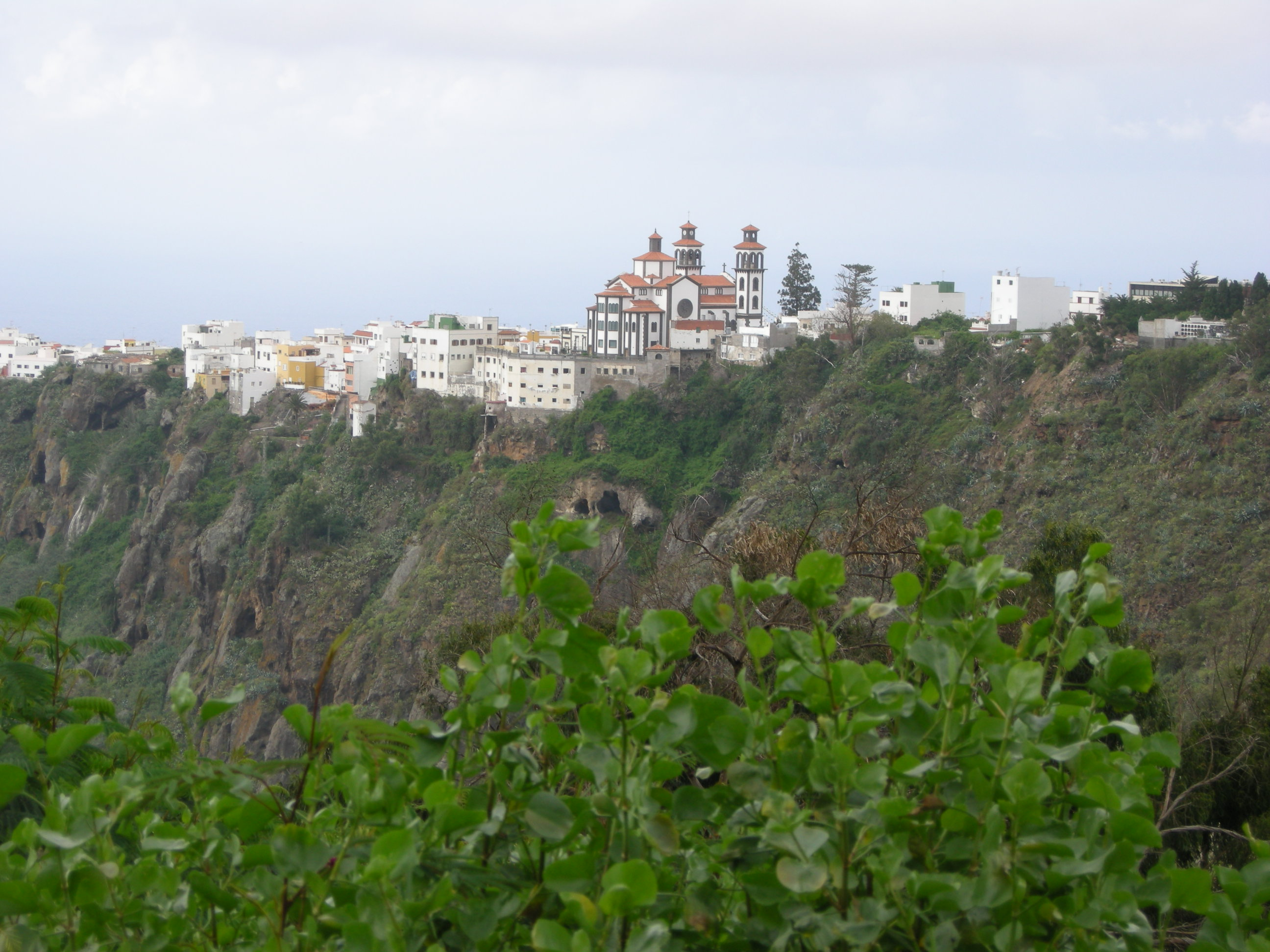
Zicht op Moya

## Demografische ontwikkeling
Bron: INE, 1857-2011: volkstellingen
Hoofdstad: Las Palmas de Gran Canaria

Gemeenten / gemeentelijke hoofdsteden: Agaete · Agüimes · Artenara · Arucas · Firgas · Gáldar · Ingenio · La Aldea de San Nicolás · Mogán · Moya · San Bartolomé de Tirajana · Santa Brígida · Santa Lucía de Tirajana · Santa María de Guía de Gran Canaria · Tejeda · Telde · Teror · Valleseco · Valsequillo de Gran Canaria · Vega de San Mateo

Overige plaatsen: Arguineguín · Fataga · Maspalomas · Playa del Inglés · Puerto de las Nieves · Puerto de Mogán · Puerto Rico · San Agustín